# ФК «Динамо» Москва в сезоне 1928
Сезон 1928 года — 6-й в истории футбольного клуба «Динамо» Москва.
В нем команда приняла участие в весеннем чемпионате Москвы, в первенстве «Динамо» и Кубке Тосмена.

## Общая характеристика выступления команды в сезоне
В этом сезоне в «Динамо», помимо приглашенного в самом конце прошлого сезона одного из лучших игроков страны Фёдора Ильича Селина, ставшего капитаном команды, пришли еще два отличных футболиста: полузащитник Алексей Столяров из  ленинградского «Динамо» и один из лучших крайних нападающих тех лет Валентин Прокофьев из «Пищевиков», славящийся своими скоростью и техникой. В результате динамовцы по подбору игроков стали одной из сильнейших команд Москвы и сумели, наконец, реализовать свой потенциал и впервые победить в первенстве столицы.
Хотя команда потеряла в пяти встречах турнира всего одно очко, каждая победа доставалась динамовцам в упорнейшей борьбе. В первом матче с «Трехгоркой», незадолго до конца при минимальном преимуществе «Динамо» в счете, случились одновременно пенальти в ворота динамовцев и травма Чулкова. Ставший вместо него в ворота Константин Блинков сумел отразить этот одиннадцатиметровый, что позволило свести в итоге матч вничью. В следующем непростом матче с армейцами победу принес удар Селина за пятнадцать минут до конца. Затем была трудная победа над КОРом — еще за двадцать минут до конца динамовцы уступали в счете. И, наконец, впервые с момента основания клуба, в десятой по счету встрече, команда «Динамо» сумела взять верх над «Пищевиками» — 3:1 (благодаря голам Селина и Иванова во втором тайме). Но и после этого, в последнем матче с одним из аутсайдеров турнира — РКимА — динамовцам для минимальной победы пришлось отыгрывать два мяча.
Став победителем весеннего первенства, команда «Динамо» впервые выступила в традиционном матче на кубок Тосмена с победителем весеннего первенства Ленинграда — командой «Пищевкус», возглавляемой легендарным Михаилом Бутусовым — и победила на поле соперника 3:2.
Однако называться неофициально лучшей командой страны динамовцам помешал провал в матче на первенство «Динамо»: 6 июля в Ленинграде они со счетом 0:3 проиграли харьковским одноклубникам — одной из сильнейших команд страны, практически в полном составе представлявшей Украину на проходящей в тот год Всесоюзной спартакиаде (на которой за сборную Москвы от «Динамо» выступали Селин и, в одном из матчей, Чулков).

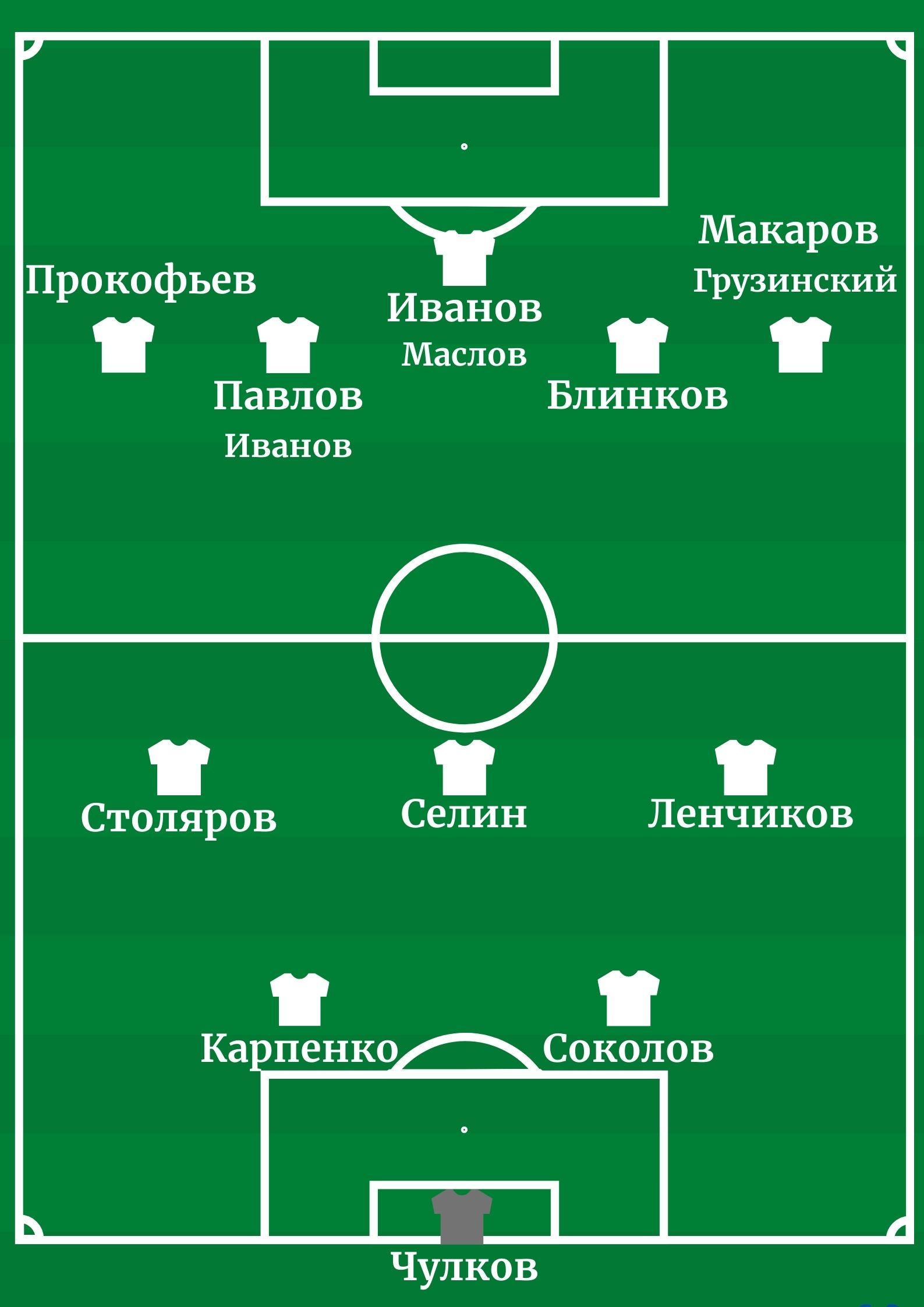

## Команда

### Состав
| Игрок                  | Дата рождения   | Сезон в «Динамо» | Бывший клуб        |
| Вратари                | Вратари         | Вратари          | Вратари            |
| ---------------------- | --------------- | ---------------- | ------------------ |
| Фёдор Чулков           | 17 февраля 1898 | 6                | КФ «Сокольники»    |
| Василий Подчепаев      | [[ ]] 1904      | 1                | «Динамо» (клубная) |
| Защитники              |                 |                  |                    |
| Михаил Соколов         | [[ ]] 1899      | 4                | «Динамо» (клубная) |
| Николай Карпенко       | [[ ]] 1905      | 2                | РКимА              |
| Александр Мильеранский | [[ ]] 1903      | 2                | «Динамо» (клубная) |
| Полузащитники          |                 |                  |                    |
| Иван Ленчиков          | 31 мая 1899     | 6                | КФ «Сокольники»    |
| Фёдор Селин            | 7 марта 1899    | 2                | «Трёхгорка»        |
| Алексей Столяров       | 5 марта 1905    | 1                | «Динамо» Ленинград |
| Нападающие             |                 |                  |                    |
| Алексей Макаров        | [[ ]] 1908      | 3                | «Динамо» (клубная) |
| Михаил Грузинский      | [[ ]] 1904      | 2                | «Динамо» (клубная) |
| Константин Блинков     | 9 сентября 1896 | 3                | «Красная Пресня»   |
| Сергей Иванов          | 7 мая 1906      | 4                | «Динамо» (клубная) |
| Дмитрий Маслов         | 19 октября 1901 | 5                | «Красная Пресня»   |
| Валентин Прокофьев     | 12 марта 1905   | 1                | «Пищевики»         |
| Василий Павлов         | 23 января 1907  | 2                | «Динамо» (клубная) |
| Владимир Титов         | [[ ]] 1903      | 5                | «Динамо» (клубная) |

### Изменения в составе
| Поз | Игрок              | Прежний клуб       |
| --- | ------------------ | ------------------ |
| В   | Василий Подчепаев  | «Динамо» (клубная) |
| П   | Алексей Столяров   | «Динамо» Ленинград |
| Н   | Валентин Прокофьев | «Пищевики»         |

| Поз | Игрок              | Новый клуб         |
| --- | ------------------ | ------------------ |
| В   | Франц Шимкунас     | «Динамо» (клубная) |
| П   | Павел Лебедев      | «Динамо» (клубная) |
| П   | Иван Филиппов      | «Динамо» (клубная) |
| Н   | Алексей Спиридонов | «Динамо» (клубная) |
| Н   | Пётр Мидлер        | «Динамо» (клубная) |

## Официальные матчи

### Чемпионат Москвы 1928 (весна)
Число участников — 6. Чемпион — «Динамо» Москва.
Чемпионат разыгрывался по круговой системе в один круг.
| 20 мая ЧМ 1(49) | «Динамо» Москва           | 2:2     | «Трёхгорка»                                      | Москва                                         |
| | - Иванов 22′ - Маслов 59′ | (отчёт) | - 70′ Сушков - 73' (пен.) Сушков - 76′ Мельников | Стадион: КПТ Зрителей: 7 000 Судья: А.Богданов |
| «Динамо» Москва: Чулков (73' К.Блинков) - М.Соколов, Карпенко - Ленчиков, Селин , Столяров - Грузинский, К.Блинков (73' Павлов), Маслов, Иванов, Прокофьев Трёхгорка: Леонов - Рущинский , Вас.Лапшин - Пахомов, Сушков, Вик.Дубинин - Т.Григорьев, Панин, Мельников, Елисеев, А.Холин - К.Блинков на 73' заменил в воротах травмированного Чулкова и отразил пенальти |                           |         |                                                  |                                                |

| 27 мая ЧМ 2(50) | «Динамо» Москва             | 3:2     | ЦДКА            | Москва                                         |
| | - Иванов 8′ 57′ - Селин 74′ | (отчёт) | - 51′ 70′ Рыбин | Стадион: ЦДКА Зрителей: 6 000 Судья: М.Сельцов |
| «Динамо» Москва: Подчепаев - М.Соколов, Карпенко - Ленчиков, Селин , Столяров - Грузинский, К.Блинков, Маслов, Иванов, Прокофьев ЦДКА: В.Матвеев - М.Исаев, Пчеликов - Малахов, В.Ратов , Спиридонов - Б.Дубинин, П.Савостьянов, Ковалёв, Рыбин, Жибоедов |                             |         |                 |                                                |

| 9 июн ЧМ 3(51) | «Динамо» Москва                         | 3:1     | КОР             | Москва                                        |
| | - К.Блинков 69′ (пен.) - Маслов 75′ 85′ | (отчёт) | - 25′ Е.Семёнов | Стадион: КОР Зрителей: 5 000 Судья: Я.Медовар |
| «Динамо» Москва: Чулков - М.Соколов, Карпенко - Ленчиков, Селин , Столяров - Грузинский, К.Блинков, Маслов, Иванов, Прокофьев КОР: К.Петров - Хрусталёв, Ф.Фёдоров - Артёмов, Аронов , Майоров - Е.Семёнов, Чеснов, М.Загрядсков, Б.Дементьев, Колодный |                                         |         |                 |                                               |

| 17 июн ЧМ 4(52) | «Динамо» Москва                          | 3:1     | «Пищевики»       | Москва                                                 |
| | - К.Блинков 18′ - Селин 60′ - Иванов 80′ | (отчёт) | - 53′ Шапошников | Стадион: им.Томского Зрителей: 12 000 Судья: Л.Романов |
| «Динамо» Москва: Чулков - М.Соколов, Карпенко - Ленчиков, Селин , Столяров - Макаров, Маслов, К.Блинков (65' Иванов), Титов, Прокофьев Пищевики: И.Филиппов - Ал.Старостин , П.Попов - С.Егоров, Ан.Старостин, Леута - Н.Старостин, П.Артемьев, Исаков, П.Канунников, Шапошников |                                          |         |                  |                                                        |

| 21 июн ЧМ 5(53) | «Динамо» Москва                                 | 3:2     | РКимА                           | Москва                                           |
| | - К.Блинков 27′ - Селин 32′ (пен.) - Павлов 51′ | (отчёт) | - 21′ Н.Сорокин - 25′ В.Блинков | Стадион: РКимА Зрителей: 5 000 Судья: В.Рябоконь |
| «Динамо» Москва: Чулков - М.Соколов, Карпенко - Ленчиков, Селин , Столяров - Макаров, К.Блинков, Иванов, Павлов, Прокофьев РКимА: Малышев - Григорьев, Б.Аркадьев - Яковлев, Апухтин , Бубенцов - Н.Сорокин, А.Коротков, Цыплёнков, В.Блинков, Г.Богданов |                                                 |         |                                 |                                                  |

#### Итоговая таблица
| М   | Команда   | И | В | Н | П | Мячи    | ±  | О  |
| --- | --------- | - | - | - | - | ------- | -- | -- |
|     | Динамо    | 5 | 4 | 1 | 0 | 14 − 8  | +6 | 14 |
| 2   | Трёхгорка | 5 | 2 | 3 | 0 | 9 − 6   | +3 | 12 |
| 3   | Пищевики  | 5 | 2 | 1 | 2 | 15 − 11 | +4 | 10 |
| 4-6 | ОППВ      | 5 | 1 | 1 | 3 | 11 − 15 | −4 | 8  |
| 4-6 | РКимА     | 5 | 0 | 3 | 2 | 7 − 12  | −5 | 8  |
| 4-6 | КОР       | 5 | 1 | 1 | 3 | 5 − 9   | −4 | 8  |

И — игры, В — выигрыши, Н — ничьи, П — проигрыши, Мячи — забитые и пропущенные голы, ± — разница голов, О — очки

### Первенство «Динамо»
Число участников — 3. Чемпион — «Динамо» Ленинград.
Чемпионат проводился по «олимпийской системе». Команда «Динамо» Москва проиграла в 1/2 финала (3 место).
| 6 июл ЧД 1(6) 1/2 финала | «Динамо» Москва | 0:3     | «Динамо» Харьков                              | Ленинград                            |
| |                 | (отчёт) | - 4′ (пен.) Владимирский - 55′ 69′ Шпаковский | Стадион: «им.Ленина» Зрителей: 3 000 |
| «Динамо» Москва: Чулков - М.Соколов, Карпенко - Лёнчиков, Селин , Столяров - Макаров, К.Блинков, Маслов, Павлов, Прокофьев «Динамо» Харьков: Норов - К.Фомин , Кладько - Н.Фомин, В.Фомин, Привалов - Владимирский, Шпаковский, Мищенко, Старусев, Губарев |                 |         |                                               |                                      |

### Кубок Тосмена
| 8 июл КТ 1(1) | «Динамо» Москва                            | 3:2     | «Пищевкус» Ленинград           | Ленинград            |
| | - К.Блинков 40′ - Павлов 42′ - Макаров 63′ | (отчёт) | - 4′ Колотушкин - 88′ К.Егоров | Стадион: «им.Ленина» |
| «Динамо» Москва: Чулков - М.Соколов, Мильеранский - Лёнчиков, Селин , Столяров - Макаров, К.Блинков, Иванов, Павлов, Прокофьев «Пищевкус» Ленинград: В.Алексеев - Юденич, П.Бутусов - Антипов, Будяков, Гуськов - К.Егоров, М.Бутусов , А.Артемьев, Колотушкин, А.Петров |                                            |         |                                |                      |

## Товарищеские игры

#### Тур на Кавказ
| 7 апр ТМ 1 | «Динамо» Москва | 2:0     | «Динамо»-2 Тифлис | Тифлис                            |
| |                 | (отчёт) |                   | Стадион: ««Динамо»» Судья: Орехов |
| «Динамо» Москва: Чулков - Карпенко, Корчебоков - Лёнчиков, Селин , Лебедев - Грузинский, Иванов, К.Блинков, Павлов, Прокофьев «Динамо»-2 Тифлис: Салонин - Отто, Гущенко - Черепченко, Беселашвили, Рамишвили - Давидов, Сомов, Морозов, Ростиашвили, … - Чулков отбил два пенальти при счёте 1:0 |                 |         |                   |                                   |

| 8 апр ТМ 2 | «Динамо» Москва | 6:2     | «Арсрайон» Тифлис | Тифлис                               |
| |                 | (отчёт) | - 12′ Ямшанов     | Стадион: ««Динамо»» Судья: Гальрерин |
| «Арсрайон» Тифлис: Юдин - Точолин, Гудавадзе - Сихарулидзе, Хандамов, Панделов - Орлов, Турукин, Мачабели, Ямшанов, Емельянов |                 |         |                   |                                      |

| 10 апр ТМ 3 | «Динамо» Москва | 4:1     | «Пищевики» Тифлис | Тифлис                                     |
| | - 3:1′ Павлов   | (отчёт) |                   | Стадион: ««Динамо»» Судья: Богданов Москва |
| «Динамо» Москва: Чулков - Карпенко, Селин - Лёнчиков, Лебедев, Столяров - Грузинский, Иванов, К.Блинков, Павлов, Прокофьев «Пищевики» Тифлис: Цомая - Воронов, Матиенко - Долголеев, Имнадзе, Гонель - Айвазов, Магалов, Вачнадзе, Асламазов, Демидов |                 |         |                   |                                            |

| 12 апр ТМ 4 | «Динамо» Москва                            | 3:1     | «Динамо» Тифлис       | Тифлис                               |
| | - 1:1′ Иванов - 2:1′ 3:1′ (пен.) К.Блинков | (отчёт) | - 10′ (пен.) Жордания | Стадион: ««Динамо»» Судья: Кравченко |
| «Динамо» Москва: Чулков - Карпенко, Мильеранский - Лёнчиков, Селин , Столяров - Макаров, Иванов, К.Блинков, Павлов, Грузинский «Динамо» Тифлис: Багдоев - Почхуа, Пруидзе - Аникин, Жордания, Парамонов - Коява, Пачулия, Сердюк, Цомая, Кебадзе |                                            |         |                       |                                      |

| 15 апр ТМ 5 | «Динамо» Москва | ?:? (победа) | Поти | Поти |
|             |                 | (отчёт)      |      |      |

| ? апр ТМ 6 | «Динамо» Москва | ?:? (победа) | Новороссийск | Новороссийск |
|            |                 | (отчёт)      |              |              |

| 21 апр ТМ 7 | «Динамо» Москва | 3:2     | «Динамо» Ростов | Ростов-на-Дону      |
|             |                 | (отчёт) |                 | Стадион: ««Динамо»» |

| 22 апр ТМ 8                                                                              | «Динамо» Москва | 2:0     | Северный Кавказ | Ростов-на-Дону      |
|                                                                                          | - 1:0′ Лёнчиков | (отчёт) |                 | Стадион: ««Динамо»» |
| «Динамо» Москва: Чулков - ... - Лёнчиков, Селин , Столяров - ..., Иванов, К.Блинков, ... |                 |         |                 |                     |

| 25 апр ТМ 9 | «Динамо» Москва | 4:2     | Таганрог                    | Таганрог            |
| | - 21′ Селин     | (отчёт) | - Хрущёв 40′ - Васюков ~85′ | Стадион: ««Динамо»» |
| «Динамо» Москва: Чулков - ... - ... Селин , ... - ... Прокофьев Таганрог: Н.Фесенко - Букатин, Корнильев - Шумаков, Меленчук, Жеромский - И.Фесенко, Хрущёв, Гущин, Васюков, Назаренко |                 |         |                             |                     |

| 27 апр ТМ 10 | «Динамо» Москва | 4:2     | Северный Кавказ | Таганрог            |
|              |                 | (отчёт) |                 | Стадион: ««Динамо»» |

#### Товарищеские игры
| 13 мая ТМ 11 | «Динамо» Москва     | 2:3     | «Пищевики»                                | Москва               |
| | - К.Блинков 62′ 75′ | (отчёт) | - 37′ (пен.) Леута - 39′ 43′ П.Канунников | Стадион: им.Томского |
| «Динамо» Москва: Чулков - М.Соколов, Корчебоков - Ленчиков, Селин , Столяров - Грузинский, К.Блинков, Маслов, Иванов, Прокофьев Пищевики: И.Филиппов - Ал.Старостин , П.Попов - С.Егоров, Ан.Старостин, Леута - Н.Старостин(7' Вик.Прокофьев), П.Артемьев, Исаков, П.Канунников, Шапошников |                     |         |                                           |                      |

| 3 июл ТМ 12 | «Динамо» Москва | 2:2     | «Динамо» Иваново | Иваново |
|             |                 | (отчёт) |                  |         |

#### Матч сборной «Динамо»
| 9 июл ТМ 13 | «Динамо» сборная    | 2:2             | Ленинград                            | Ленинград            |
| | - Мищенко 1:1′ 2:1′ | (ФИС 1928 № 28) | - 0:1′ М.Бутусов - 0:1′ (пен.) Воног | Стадион: «им.Ленина» |
| «Динамо» сборная: Н.Соколов - К.Фомин, Ежов - В.Фомин, Селин, Столяров - Губарев, Шпаковский, К.Блинков, Мищенко, Прокофьев Ленинград: Левицкий - Гостев, Топталов - Петров, Воног, Гуськов - П.Григорьев, М.Бутусов, Г.Архангельский, Б.Шелагин, Кусков |                     |                 |                                      |                      |

#### Тур в Киев
| 1 сен ТМ 14 | «Динамо» Москва | 6:2     | «Динамо» Киев                      | Киев                                    |
| | - Иванов 20′    | (отчёт) | - 29′ Рейнгольд - 34′ (пен.) Филин | Стадион: «Красный» Судья: Хейфиц (Киев) |
| «Динамо» Москва: Чулков - Карпенко, Киселёв - Ленчиков, Селин , Столяров - Макаров, К.Блинков, Иванов, Павлов, Титов «Динамо» Киев: Издковский - С.Иванов, Дишкант - Ломанюк, Бардадым, Н.Мурашов - Бочков, Бойко, Гальбурт, Рейнгольд, Филин |                 |         |                                    |                                         |

| 2 сен ТМ 15 | «Динамо» Москва                           | 3:3     | Киев                                         | Киев                                      |
| | - К.Блинков 20′ (пен.) - Павлов 43′ ? 60′ | (отчёт) | - 8′ (пен.) Бойко - 61′ Костин - 3:3′ Швецов | Стадион: «Красный» Судья: Киреев (Москва) |
| «Динамо» Москва: Чулков - Карпенко, Гольдин - Ленчиков, Селин , Столяров - Макаров, К.Блинков, Иванов, Павлов, Титов Киев: Ямковой - Весеньев, Захаров - Фенцель, Бардадым, Юкельзон - Жданов, Бойко, Костин, Рейнгольд, Швецов |                                           |         |                                              |                                           |

#### Товарищеские матчи
| 8 сен ТМ 16 | «Динамо» Москва | 4:2     | «Красный Текстильщик» Орехово | Орехово-Зуево  |
|             |                 | (отчёт) |                               | Судья: Корнеев |

| 22 сен ТМ 17                                                         | «Динамо» Москва                  | 4:3     | Подольск                     | Подольск     |
|                                                                      | - ? 14′ - К.Блинков 26′ 3:2′ 68′ | (отчёт) | - 17′ Лапшин - 53′ ? - 88′ ? | Стадион: ЖДК |
| «Динамо» Москва: Ленчиков, К.Блинков ... Подольск: Фокин, Лапшин ... |                                  |         |                              |              |

| 6 окт ТМ 18 | «Динамо» Москва | 5:0     | Глухово |  |
|             |                 | (отчёт) |         |  |

| 28 окт ТМ 19 | «Динамо» Москва | 1:2     | «Трёхгорка»                   | Москва            |
| | - Иванов 58′    | (отчёт) | - 33′ В.Соколов - 69′ Елисеев | Стадион: «Динамо» |
| «Динамо» Москва: Чулков - К.Фомин, Карпенко - Ленчиков, Селин , Столяров - М.Соколов, К.Блинков, Иванов, Павлов, Прокофьев Трёхгорка: Леонов - Мышляев, Вас.Лапшин - Пахомов, Сушков, Вик.Дубинин - Т.Григорьев (С.Троицкий), В.Соколов, Мельников, Елисеев, Холин |                 |         |                               |                   |

| 4 ноя ТМ 20 | «Динамо» Москва | 12:1    | Тверь |  |
| |                 | (отчёт) |       |  |
| Тверь: Кондратьев; Боярский, Рыжиков; Ивасюк, Коршунов, Яковлев; Козлов, Калинников, Баринов, Арсеньев, Вейнберг |                 |         |       |  |

## Статистика сезона

### Игроки и матчи

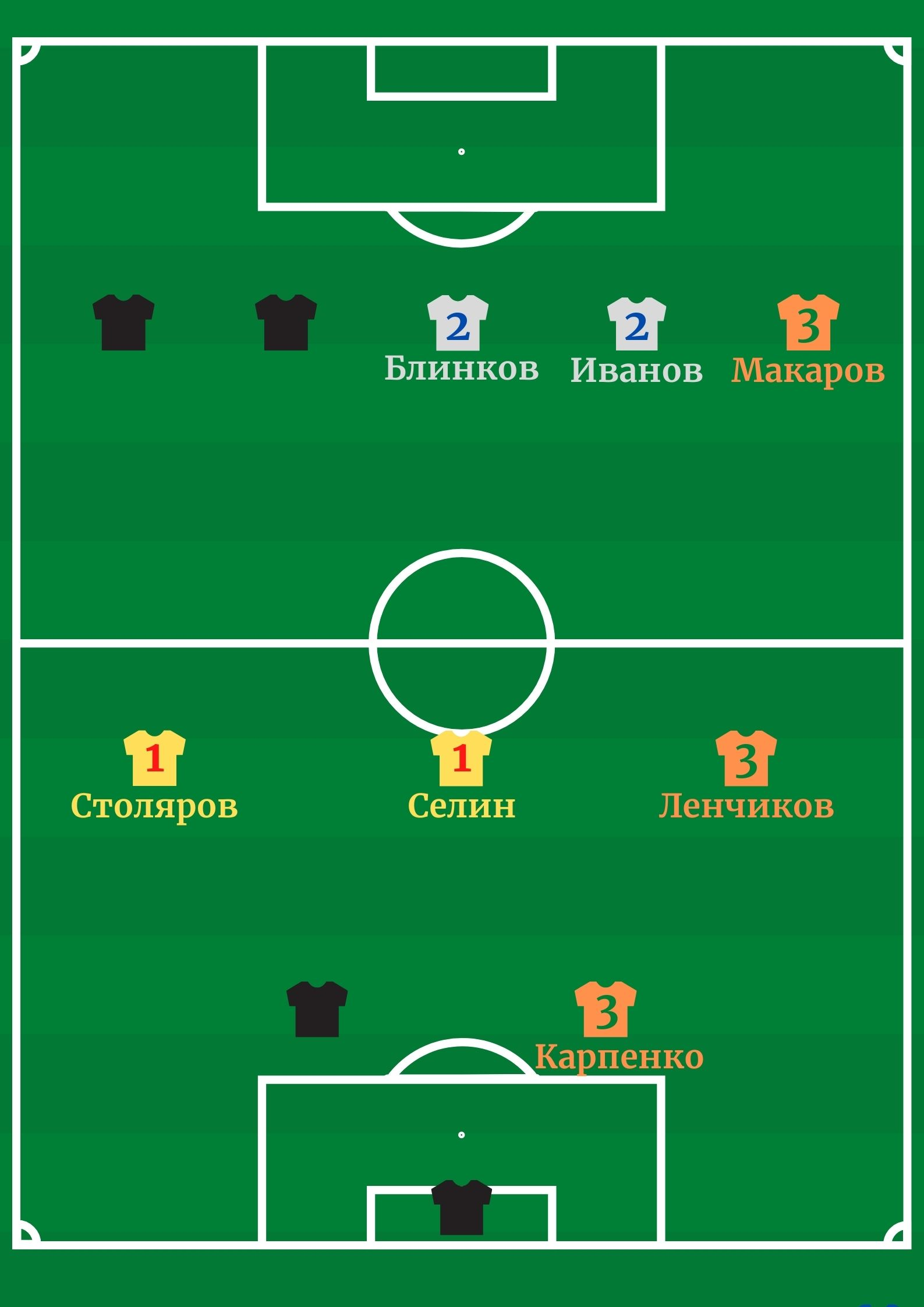
Динамовцы в списке 44 лучших футболистов

| Игрок                  | Чемпионат Москвы | Чемпионат Москвы | Чемпионат «Динамо» | Чемпионат «Динамо» | Кубок Тосмена   | Кубок Тосмена | Итого           | Итого   | Товарищеские матчи | Товарищеские матчи | Всего официальные матчи | Всего официальные матчи |
| Игрок                  | Вышел на замену  | Гол              | Вышел на замену    | Гол                | Вышел на замену | Гол           | Вышел на замену | Гол     | Вышел на замену    | Гол                | Вышел на замену         | Гол                     |
| Вратари                | Вратари          | Вратари          | Вратари            | Вратари            | Вратари         | Вратари       | Вратари         | Вратари | Вратари            | Вратари            | Вратари                 | Вратари                 |
| ---------------------- | ---------------- | ---------------- | ------------------ | ------------------ | --------------- | ------------- | --------------- | ------- | ------------------ | ------------------ | ----------------------- | ----------------------- |
| Фёдор Чулков           | 4                | (-5)             | 1                  | (-3)               | 1               | (-2)          | 6               | (-10)   | 9                  | (-14)              | 53                      | (-94)                   |
| Василий Подчепаев      | 1                | (-2)             |                    |                    |                 |               | 1               | (-2)    |                    |                    | 1                       | (-2)                    |
| Защитники              |                  |                  |                    |                    |                 |               |                 |         |                    |                    |                         |                         |
| Михаил Соколов         | 5                |                  | 1                  |                    | 1               |               | 7               |         | 2                  |                    | 29                      |                         |
| Николай Карпенко       | 5                |                  | 1                  |                    |                 |               | 6               |         | 6                  |                    | 16                      |                         |
| Александр Мильеранский |                  |                  |                    |                    | 1               |               | 1               |         | 1                  |                    | 5                       |                         |
| Полузащитники          |                  |                  |                    |                    |                 |               |                 |         |                    |                    |                         |                         |
| Иван Ленчиков          | 5                |                  | 1                  |                    | 1               |               | 7               |         | 9                  | 1                  | 60                      |                         |
| Фёдор Селин            | 5                | 3                | 1                  |                    | 1               |               | 7               | 3       | 10                 | 1                  | 8                       | 3                       |
| Алексей Столяров       | 5                |                  | 1                  |                    | 1               |               | 7               |         | 7                  |                    | 7                       |                         |
| Нападающие             |                  |                  |                    |                    |                 |               |                 |         |                    |                    |                         |                         |
| Алексей Макаров        | 2                |                  | 1                  |                    | 1               | 1             | 4               | 1       | 3                  |                    | 25                      | 9                       |
| Михаил Грузинский      | 3                |                  |                    |                    |                 |               | 3               |         | 4                  |                    | 12                      | 2                       |
| Константин Блинков     | 5                | 3                | 1                  |                    | 1               | 1             | 7               | 4       | 10                 | 8                  | 29                      | 19                      |
| Сергей Иванов          | 5                | 4                |                    |                    | 1               |               | 6               | 4       | 8                  | 3                  | 41                      | 44                      |
| Дмитрий Маслов         | 4                | 3                | 1                  |                    |                 |               | 5               | 3       | 1                  |                    | 44                      | 38                      |
| Валентин Прокофьев     | 5                |                  | 1                  |                    | 1               |               | 7               |         | 6                  |                    | 7                       |                         |
| Василий Павлов         | 2                | 1                | 1                  |                    | 1               | 1             | 4               | 2       | 6                  | 2                  | 7                       | 8                       |
| Владимир Титов         | 1                |                  |                    |                    |                 |               | 1               |         | 2                  |                    | 23                      | 6                       |

| Турнир            | Игрок         | Вышел на замену | Игрок         | Гол |
| ----------------- | ------------- | --------------- | ------------- | --- |
| Официальные матчи | Иван Ленчиков | 60              | Сергей Иванов | 44  |
| Чемпионат Москвы  | Иван Ленчиков | 53              | Сергей Иванов | 42  |

Достижения в сезоне
- Фёдор Чулков и Иван Ленчиков выступали во всех 6 сезонах «Динамо»
- Иван Ленчиков играл в каждом из 60 официальных матчей «Динамо»
- Константин Блинков стал первым полевым игроком, стоявшим в воротах и отразившим пенальти